# Brit Awards 2009
Brit Awards 2009 – 29. gala Brit Awards, która odbyła się 16 lutego 2010 r. w Earl’s Court w Londynie. Uroczystość poprowadzili James Corden, Mathew Horne and Kylie Minogue. Duffy została pierwszą kobietą, która dostała trzy nagrody na jednej ceremonii. Tylko Blur w 1995 dostał więcej nagród na jednej ceremonii.

## Nominacje

### Najlepszy brytyjski artysta
- Paul Weller
  - Ian Brown
  - James Morrison
  - The Streets
  - Will Young

### Najlepsza brytyjska artystka
- Duffy
  - Adele
  - Beth Rowley
  - Estelle
  - M.I.A.

### Największy przełom w muzyce brytyjskiej
- Duffy
  - Adele
  - The Last Shadow Puppets
  - Scouting for Girls
  - The Ting Tings

### Najlepsza brytyjska grupa
- Elbow
  - Coldplay
  - Girls Aloud
  - Radiohead
  - Take That

### Najlepszy brytyjski album
- Duffy – Rockferry
  - Coldplay – Viva la Vida or Death and All His Friends
  - Elbow – The Seldom Seen Kid
  - Radiohead – In Rainbows
  - The Ting Tings – We Started Nothing

### Najlepszy brytyjski singel
- Girls Aloud – „The Promise”
  - Coldplay – „Viva la Vida”
  - Duffy – „Mercy”
  - Leona Lewis – „Better in Time”
  - Scouting for Girls – „Heartbeat”
  - Alexandra Burke – „Hallelujah”
  - Dizzee Rascal (featuring Calvin Harris and Chrome) – „Dance wiv Me”
  - Adele – „Chasing Pavements”
  - finaliści 5. edycji brytyjskiej The X Factor – „Hero”
  - Estelle (featuring Kanye West) – „American Boy”

### Wybór krytyków
- Florence + the Machine

### Najlepszy międzynarodowy artysta
- Kanye West
  - Beck
  - Neil Diamond
  - Jay-Z
  - Seasick Steve

### Najlepsza międzynarodowa artystka
- Katy Perry
  - Beyoncé
  - Gabriella Cilmi
  - Pink
  - Santigold

### Najlepszy międzynarodowy album
- Kings of Leon – Only by the Night
  - AC/DC – Black Ice
  - Fleet Foxes – Fleet Foxes
  - The Killers – Day & Age
  - MGMT – Oracular Spectacular

### Najlepsza międzynarodowa grupa
- Kings of Leon
  - AC/DC
  - Fleet Foxes
  - The Killers
  - MGMT

### Nagroda producenta
- Bernard Butler